# Fort George (Kanada)

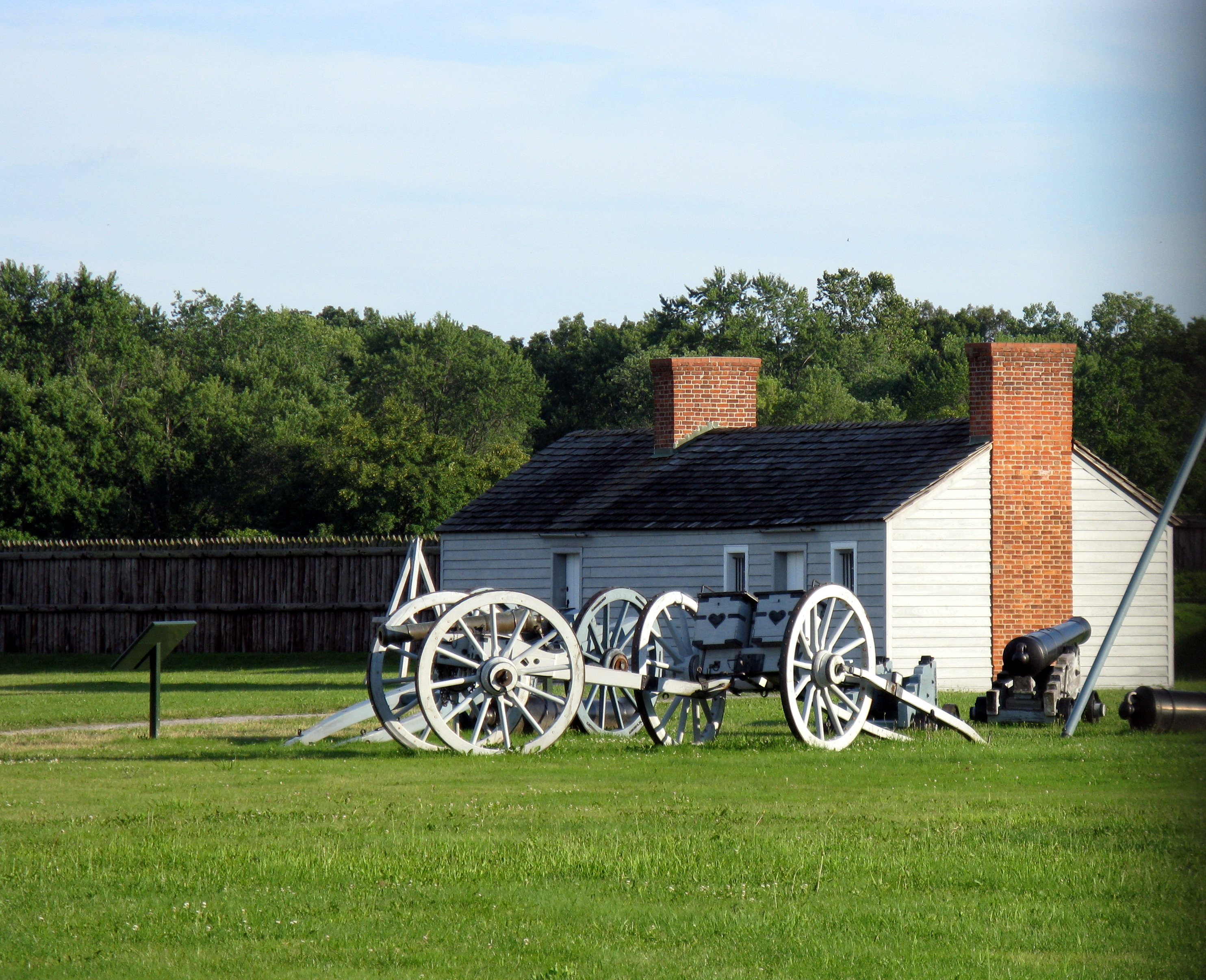

Fort George ist eine Festung des frühen 19. Jahrhunderts am Niagara River in Niagara-on-the-Lake, Kanada, die während des Kriegs von 1812 mit den USA strategische Bedeutung erlangte. 
Fort George wurde von der British Army errichtet, nachdem das auf der anderen Seite des Niagara River gelegene Fort Niagara im Zuge des Jay-Vertrags von 1794 mit den USA im Sommer 1796 geräumt werden musste. Die in Sichtweite von Fort Niagara gelegene, mit Erdwällen und Palisaden befestigte Anlage wurde 1802 fertiggestellt und richtete sich gegen eine Bedrohung Kanadas durch die USA. Sie wurde das Hauptquartier der in der Region stationierten regulären Truppen und der lokalen Milizverbände. 
Diese Funktion hatte das Fort auch nach dem Ausbruch des Kriegs von 1812 inne, während die USA mehrere Versuche unternahmen, Kanada zu erobern. Es diente Generalmajor Sir Isaac Brock, dem britischen Kommandeur in Oberkanada, als Quartier, als dieser nach seinen Erfolgen im Westen (Eroberung von Fort Mackinac und Detroit) die Grenze am Niagara River gegen eine Invasion der amerikanischen „Army of the Center“ unter Generalmajor Stephen Van Rensselaer zu sichern versuchte. In der Schlacht von Queenston Heights am 13. Oktober 1812 konnten die Briten zwar einen amerikanischen Invasionsversuch vereiteln und den zahlenmäßig weit überlegenen Angreifern eine schwere Niederlage zufügen, mussten diesen Erfolg aber mit dem Tod Brocks bezahlen. Nach einem schweren Artilleriebombardement, bei dem das Fort weitgehend zerstört wurde, gelang es überlegenen US-Truppen unter Generalmajor Henry Dearborn, es am 27. Mai 1813 zu besetzen. Die kleine Garnison unter Brigadegeneral John Vincent zog sich nach dem Verlust von 52 Toten sowie 360 Verwundeten und Vermissten ins Landesinnere zurück. Die Versuche der Amerikaner, von dort aus Oberkanada zu erobern, scheiterten jedoch durch die britischen Siege in den Schlachten bei Stoney Creek und Beaver Dams am 6. und 24. Juni. Ende 1813 räumten die Amerikaner das kanadische Ufer des Niagara River und gaben auch Fort George unter dem Druck britischer Truppen unter Sir Gordon Drummond im Dezember dieses Jahres wieder auf. Durch die kurz darauf erfolgende Eroberung von Fort Niagara beseitigten die Briten die Bedrohung ihres Standorts, den sie durch den Bau von Fort Mississauga und der Kasernenanlage Butler’s Barracks erweiterten. Diese Position konnte im Sommer 1814 erfolgreich gehalten werden, als die Amerikaner nach ihrem Sieg in der Schlacht bei Chippewa vom 5. Juli erneut das Fort bedrohten, in das sich britische Verbände unter Generalmajor Phineas Riall zurückgezogen hatten. Der britische Sieg in der blutigen Schlacht bei Lundy’s Lane (25. Juli) beendete die Bedrohung endgültig. 
Fort George blieb Standort der British Army und später der kanadischen Streitkräfte, bis diese es 1965 aufgaben. Im Jahr 1921 wurde Fort George zu einer National Historic Site erklärt. In den 1930er-Jahren wurde Fort George in den Zustand des frühen 19. Jahrhunderts zurück versetzt. Die historische Festungsanlage wird nun von der kanadischen Nationalparkverwaltung unterhalten, die sie Ausstellungen, Reenactments und andere Darstellungen dieser Zeit nutzt.